# Gauliga Obererzgebirge
Die Gauliga Obererzgebirge war eine der obersten Fußballligen des Verbandes Mitteldeutscher Ballspiel-Vereine (VMBV). Sie entstand 1923 als Abspaltung der Gauliga Erzgebirge und bestand bis zur Wiederangliederung an den Gau Erzgebirge 1930. Der Sieger qualifizierte sich für die Endrunde der mitteldeutschen Fußballmeisterschaft.

## Überblick
Nachdem zur Spielzeit 1923/24 die bestehenden Kreisligen als oberste Spielklassen abgeschafft wurden, waren die Gauligen wieder erstklassig. Die Gauliga Obererzgebirge wurde neu gegründet, zuvor spielten die Vereine in der seit 1912 bestehenden Gauliga Erzgebirge. Die Liga startete mit sieben Teilnehmern und wurde in der zweiten Spielzeit auf neun Teilnehmer erhöht. Die Saison 1925/26 wurde einmalig in zwei Stafeln ausgetragen, die beiden Staffelsieger traten dann in einem Finale um die Gaumeisterschaft an.
Im Zuge einer vom VMBV gewünschten Verkleinerung der Anzahl an Gauligen wurde die Gauliga Obererzgebirge 1930 in die Gauliga Erzgebirge eingegliedert und bildete in dieser fortan die Staffel Obererzgebirge.
Der VfB 1912 Geyer konnte sich dreimal die Gaumeisterschaft sichern. Die erste und letzte eigenständig ausgetragene Gaumeisterschaft des Obererzgebirges sicherte sich der VfB Annaberg 09. Der DSC Weipert, ein deutscher Sportverein aus der tschechoslowakischen Stadt Vejprty war ebenfalls Mitglied im VMBV und konnte sich die Gaumeisterschaft 1927/28 sichern.

## Einordnung
Die übermäßige Anzahl an erstklassigen Gauligen innerhalb des VMBVs hatte eine Verwässerung des Spielniveaus verursacht, es gab teilweise zweistellige Ergebnisse in den mitteldeutschen Fußballendrunden. Die Vereine aus der Gauliga Obererzgebirge gehörten zu den spielschwächsten Vereinen im Verband. Kein einziges Mal konnte die zweite Runde in der mitteldeutschen Fußballendrunde erreicht werden, es gab teilweise bereits hohe Niederlagen in der ersten Runde. 1925/26 verlor der VfB Geyer das Erstrundenspiel gegen den Chemnitzer BC mit 0:9. Der DSC Weipert verlor in der Endrunde 1927/28 gegen den Plauener SuBC gar zweistellig (0:12).
In der ab 1930 zusammen ausgespielten Gauliga Erzgebirge konnten sich die Vereine aus dem ehemaligen Gau Obererzgebirge nicht durchsetzen.

## Meister der Gauliga Obererzgebirge 1924–1930
| Jahr    | Gaumeister Obererzgebirge | Abschneiden mitteldt. Meisterschaft a | Mitteldeutscher Meister     |
| ------- | ------------------------- | ------------------------------------- | --------------------------- |
| 1923/24 | VfB Annaberg 09           | 1. Runde (1)                          | SpVgg 1899 Leipzig-Lindenau |
| 1924/25 | VfB 1912 Geyer            | 1. Runde (1)                          | VfB Leipzig                 |
| 1925/26 | VfB 1912 Geyer            | 1. Runde (1)                          | Dresdner SC                 |
| 1926/27 | VfB 1912 Geyer            | 1. Vorrunde (1)                       | VfB Leipzig                 |
| 1927/28 | DSC Weipert               | 1. Vorrunde (1)                       | FC Wacker Halle             |
| 1928/29 | BC 1912 Jahnsbach         | 1. Vorrunde (1)                       | Dresdner SC                 |
| 1929/30 | VfB Annaberg 09           | 1. Vorrunde (1)                       | Dresdner SC                 |

## Rekordmeister
Rekordmeister der Gauliga Obererzgebirge ist der VfB 1912 Geyer, der den Titel drei Mal gewinnen konnten.
|  | Verein            | Titel | Jahr                      |
|  | ----------------- | ----- | ------------------------- |
|  | VfB 1912 Geyer    | 3     | 1924/25, 1925/26, 1926/27 |
|  | VfB Annaberg 09   | 2     | 1923/24, 1929/30          |
|  | DSC Weipert       | 1     | 1927/28                   |
|  | BC 1912 Jahnsbach | 1     | 1928/29                   |

## Ewige Tabelle
Berücksichtigt sind alle überlieferten Spielzeiten der erstklassigen Gauliga Obererzgebirge von 1923 bis 1930 inklusive des 1925/26 stattfindenden Finalspiels zwischen den Staffelmeistern. Die Tore aus der Saison 1924/25 sind nicht überliefert und fehlen daher in der unten stehenden Tabelle.
| Pl. | Verein               | Jahre | Sp. | S  | U | N  | T+  | T-  | Diff. | Punkte | Ø-Pkt. | Titel | Spielzeiten |
| --- | -------------------- | ----- | --- | -- | - | -- | --- | --- | ----- | ------ | ------ | ----- | ----------- |
| 1.  | VfB 1912 Geyer       | 7     | 95  | 74 | 5 | 16 | 292 | 120 | +172  | 153:37 | 1,61   | 3     | 1923–1930   |
| 2.  | VfB Annaberg 09      | 7     | 97  | 70 | 4 | 23 | 295 | 145 | +150  | 144:50 | 1,48   | 2     | 1923–1930   |
| 3.  | DSC Weipert          | 7     | 93  | 62 | 6 | 25 | 284 | 151 | +133  | 130:56 | 1,4    | 1     | 1923–1930   |
| 4.  | BC 1913 Jahnsbach    | 7     | 91  | 48 | 5 | 38 | 255 | 187 | +68   | 101:81 | 1,11   | 1     | 1923–1930   |
| 5.  | BV 1908 Thum         | 7     | 91  | 40 | 4 | 47 | 190 | 238 | −48   | 84:98  | 0,92   | 0     | 1923–1930   |
| 6.  | SV 1911 Bärenstein   | 7     | 93  | 28 | 5 | 60 | 150 | 269 | −119  | 61:125 | 0,66   | 0     | 1923–1930   |
| 7.  | BC Ehrenfriedersdorf | 7     | 94  | 25 | 1 | 68 | 128 | 240 | −112  | 51:137 | 0,54   | 0     | 1923–1930   |
| 8.  | VfR Buchholz         | 6     | 84  | 16 | 1 | 67 | 98  | 279 | −181  | 33:135 | 0,39   | 0     | 1924–1930   |
| 9.  | BC Schlettau         | 2     | 24  | 9  | 1 | 14 | 9   | 25  | −16   | 19:29  | 0,79   | 0     | 1924–1926   |
| 10. | VfR 1913 Elterlein   | 1     | 16  | 5  | 3 | 8  | 25  | 40  | −15   | 13:19  | 0,81   | 0     | 1929/30     |
| 11. | FC Cranzahl          | 1     | 16  | 2  | 1 | 13 | 32  | 64  | −32   | 5:27   | 0,31   | 0     | 1928/29     |